# Kdeedu

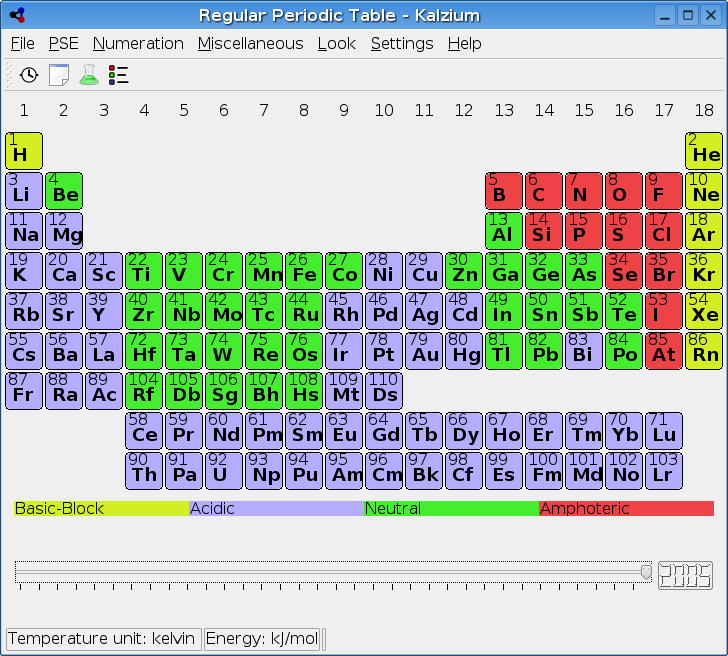
Tela do aplicativo Kalzium, disponível no pacote kdeedu

O Projeto KDE Edutainment desenvolve aplicativos educacionais de código aberto para o gerenciador de janelas KDE. 
Estes aplicativos são reunidos em um pacote chamado kdeedu proporcionando assim maior facilidade de instalação e distribuição.

## Lista de aplicativos

### Linguagem
- Kanagram - Jogo com anagramas
- KHangMan - Jogo da forca
- Kiten - Aprendizagem da língua japonesa
- KLatin - Aprendizagem do latim
- Lettres - Aprendizagem do alfabeto
- KVerbos - Aprendizagem da língua espanhola
- KVocTrain - Aperfeiçoamento do vocabulário

### Matemática
- KBruch
- Kig - Aplicativo para a exploração de construções geométricas
- KmPlot - Plotter de funções matemáticas
- KPercentage

### Diversos
- BlinKen - Versão do jogo Simon Says
- KGeography - Ensino de geografia
- KTouch - Aplicativo para o aperfeiçoamento da digitação
- KTurtle
- KWordQuiz

### Ciência
- Kalzium - Mostra informações sobre os elementos da tabela periódica
- KStars - Planetário virtual

### Ferramentas de ensino
- KEduca

## Software em desenvolvimento
- Eqchem - Balanceamento de fórmulas químicas
- Kard - Jogo de memória
- KMathTool - Coleção de calculadores matemáticas
- Kalcul - Aplicativo para teste de equações matemáticas